# 沈大忠
沈大忠（1545年—？），字惟孝，浙江寧波府慈谿縣人，明朝政治人物。

## 生平
萬曆四年（1576年）丙子科浙江鄉試第十八名舉人，五年（1577年）中式丁丑科會試第五十一名，二甲第六名進士。授工部主事，遷刑部，出為青州府知府，任內興利革弊，多有善政，十四年（1586年）調任太平府知府。

## 家族
曾祖沈守端；祖父沈錤；父沈時定，母朱氏。具慶下。